# North American Racing Team
La North American Racing Team (abbreviato in NART) è stata una scuderia automobilistica statunitense creata nel 1958 dall'ex pilota italoamericano Luigi Chinetti, la cui operatività nel settore delle corse è cessata nel 1982.

## Nascita
Dopo aver concluso le sue esperienze come pilota, Luigi Chinetti decise di restare nell'ambiente delle corse automobilistiche come team manager. Nella scelta delle macchine con cui competere, Chinetti non ebbe dubbi nel puntare sulla Ferrari, casa con cui già intratteneva una fruttuosa collaborazione, sia come cliente, sia come pilota: al volante di auto del "cavallino rampante" aveva infatti vinto la 24 Ore di Le Mans 1949, la 24 Ore di Spa, disputata due sole settimane dopo, e la Carrera Panamericana del 1951.
L'intento di Chinetti non era però soltanto avere una partnership tecnica, ma anche entrare in affari a tutto tondo con la casa di Maranello, che all'epoca era un costruttore ancora relativamente giovane e poco conosciuto oltreoceano. Nel 1954 si fece quindi nominare agente di vendita della Ferrari per il Nord America e aprì il primo ed allora unico concessionario statunitense della casa italiana; quattro anni dopo, nel 1958 si mise in società con George Arents, Jan de Vroom e Margaret Strong per creare una propria squadra corse, la N.A.R.T. appunto, che debuttò in gara alla 12 Ore di Sebring disputatasi il 23 marzo 1958. Come simbolo fu adottato il classico cavallino rampante, sostituendo però il tricolore italiano in capo con la bandiera statunitense e il nome della squadra all'epigrafe Ferrari sul fondo.
Grazie al rapporto preferenziale instaurato con Enzo Ferrari, la NART si assicurò vetture potenti e veloci, con le quali spopolò nelle gare endurance statunitensi: i successi sostennero il business di Chinetti, che aprì alla Ferrari un mercato sempre più vasto e remunerativo, che divenne in breve tempo la maggior fonte di guadagno. Il successo della Ferrari in Nord America fece da traino anche per altre marche italiane (quali la Maserati), che a loro volta si ritagliarono sostanziose fette di mercato con automobili di qualità e ad alte prestazioni. 

## Risultati

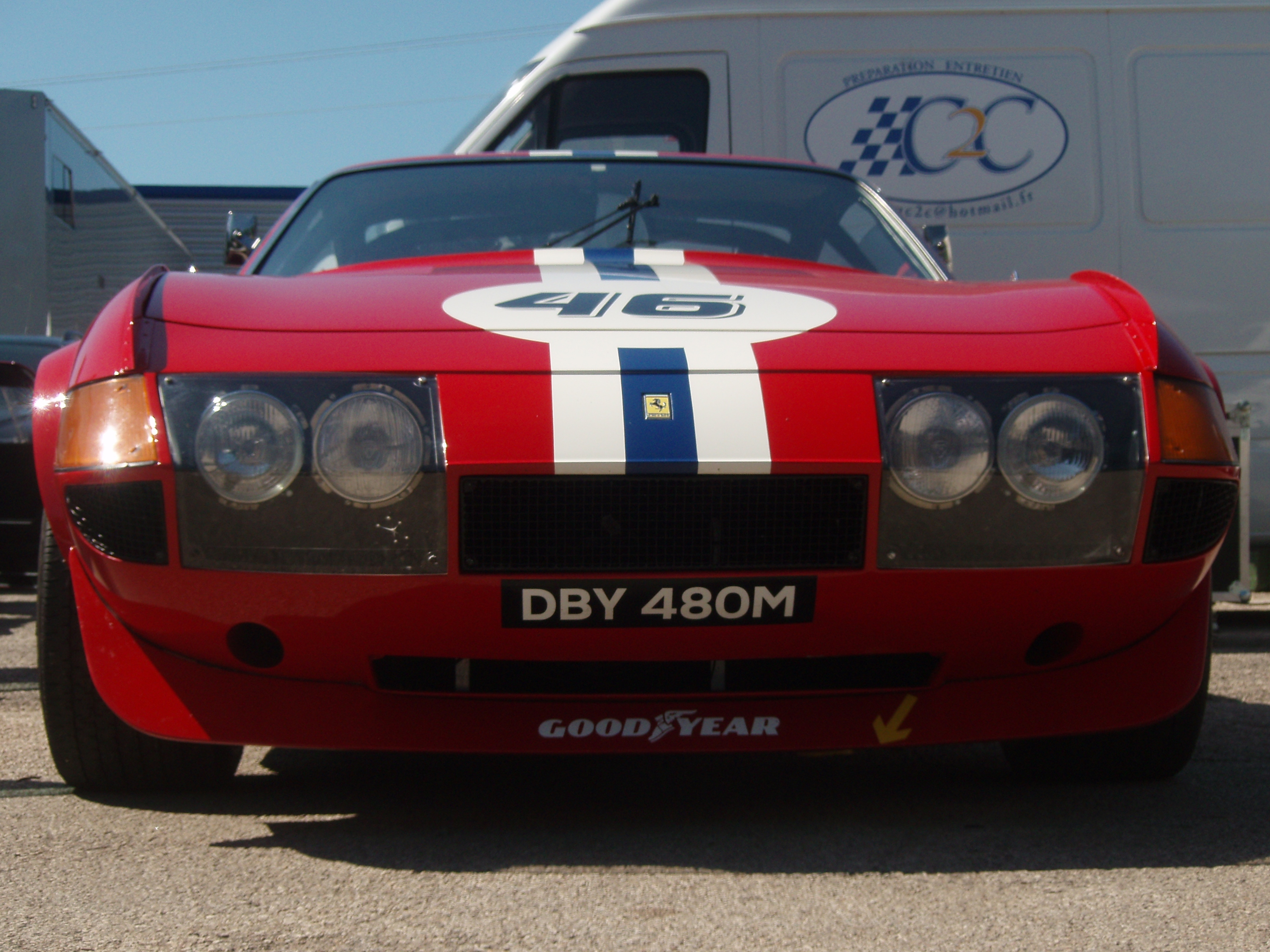
Una Ferrari 365 GTB/4 LM Daytona Groupe 4 con livrea NART del 1974

Chinetti schierò le vetture sotto le insegne NART solo a gare di grossa caratura, senza mai prender parte integralmente a un campionato; ciò da un lato impedì al team di lottare per le classifiche a squadre, ma d'altro canto (grazie alle molte vittorie) diede al patron un immenso ritorno sia economico (grazie all'incasso dei ricchi premi in palio) che d'immagine. Tipicamente le vetture del team integravano il classico rosso Ferrari (colore che agli albori delle corse caratterizzava tutte le vetture italiane) con una fascia longitudinale bianca-blu-bianca che abbracciava cofano e tettuccio.
La prima gara disputata dalla NART fu la 12 Ore di Sebring nel marzo del 1958 con una Ferrari 250 GT Berlinetta Tour de France. Il risultato di maggior spicco fu la vittoria alla 24 Ore di Le Mans del 1965 con la Ferrari 250 LM guidata da Masten Gregory e Jochen Rindt; questa rimase l'ultima affermazione di una vettura del "cavallino rampante" nella famosa gara fino all'edizione 2023 con la Ferrari 499P del team AF Corse.
I colori NART sbarcarono anche in Formula 1 nella stagione 1964: sul finire del campionato Enzo Ferrari, entrato in polemica con la federazione internazionale dell'automobile per la mancata omologazione di una propria vettura che avrebbe dovuto partecipare a Le Mans, aveva restituito la licenza di costruttore della Scuderia, che si trovava quindi impossibilitata a partecipare alle gare ufficiali. Le Ferrari 158 di John Surtees e Lorenzo Bandini vennero quindi schierate nelle due gare di fine stagione (a Watkins Glen negli USA e sul circuito Magdalena Mixhuca in Messico) con un'inedita livrea bianco-blu anziché rossa. Fu quindi su una macchina NART che, il 25 ottobre, Surtees si laureò campione del mondo.

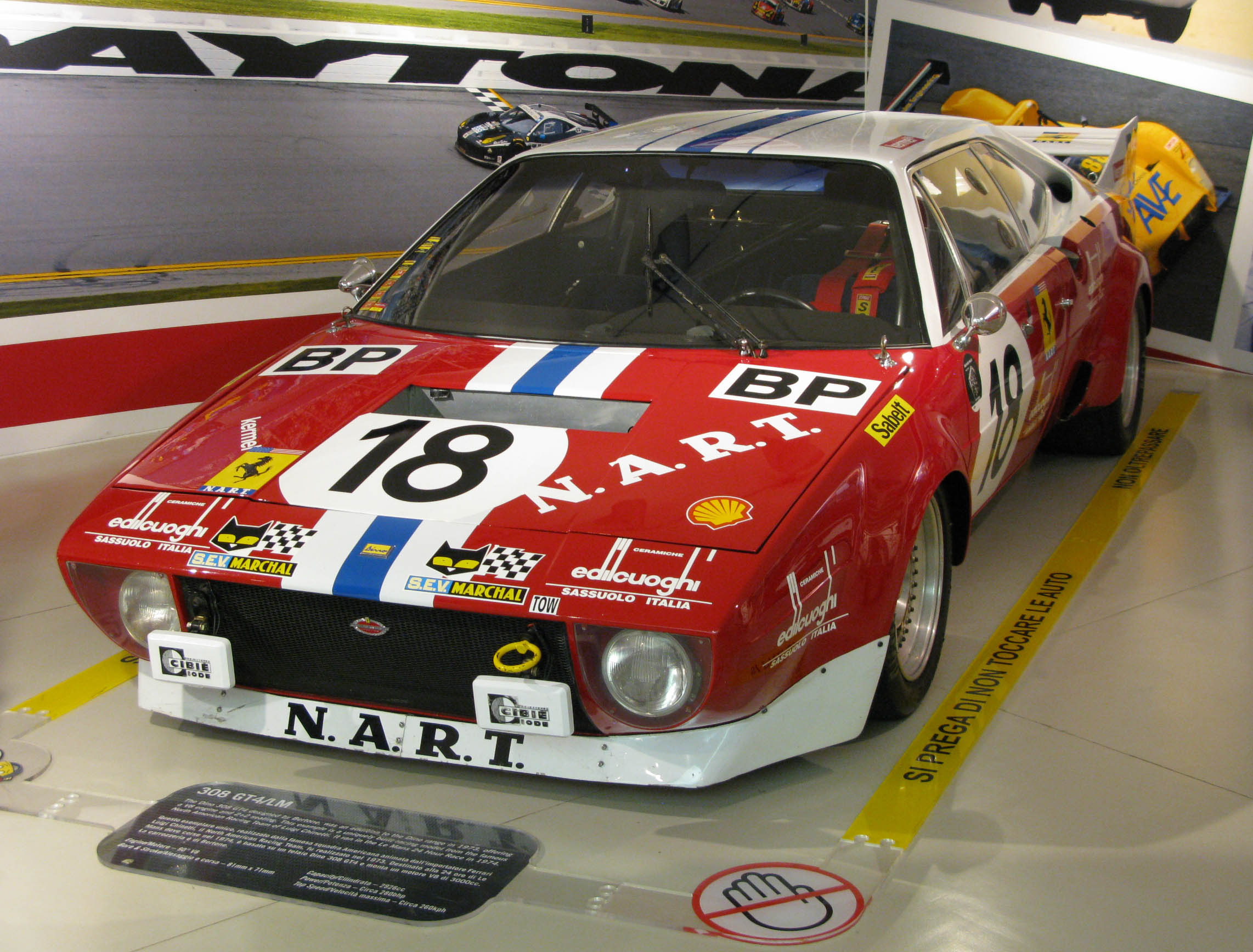
Una Ferrari Dino 308 GT4 LM che corse nel 1974 a Le Mans con la livrea NART al Museo Ferrari

Un altro evento importante nella storia della NART fu il piazzamento a podio in occasione della 24 Ore di Daytona del 1967, che si concluse con una tripletta di Ferrari 330 P4 ai primi tre posti: il terzo gradino fu infatti occupato dall'equipaggio Rodriguez-Guichet, al volante di una vettura gestita dal team di Chinetti. Per celebrare questo successo la Ferrari realizzò una vettura di serie molto prestante, la 365 GTB4 Daytona, che divenne molto ambita dai collezionisti; nondimeno, proprio con questa macchina la NART arrivò seconda alla 24 Ore di Daytona del 1973, battuta solo dalla Porsche 911.
La NART continuò a correre fino al 1982 (si preiscrisse anche alla 24 Ore di Le Mans 1983 senza poi prendervi parte), terminando la sua attività sportiva con oltre 200 gare all'attivo e più di 100 piloti impiegati; anche sotto quest'ultimo aspetto il team di Chinetti si distinse per aver annoverato tra le sue file tantissimi corridori di calibro internazionale, compresi molti campioni del mondo di Formula 1.

### Vittorie in gare GT e Sport
| Anno | Gara                    | Auto            | 1° Pilota       | 2° Pilota         |
| ---- | ----------------------- | --------------- | --------------- | ----------------- |
| 1962 | 400 km di Bridgehampton | Ferrari 330TRI  | Pedro Rodríguez |                   |
| 1962 | 1000 km di Parigi       | Ferrari 250 GTO | Pedro Rodríguez | Ricardo Rodríguez |
| 1963 | 3 Ore di Daytona        | Ferrari 250 GTO | Pedro Rodríguez |                   |
| 1964 | 2000 km di Daytona      | Ferrari 250 GTO | Pedro Rodríguez | Phil Hill         |
| 1965 | 24 Ore di Le Mans       | Ferrari 250LM   | Jochen Rindt    | Masten Gregory    |
| 1965 | 12 Ore di Reims         | Ferrari 365P2   | Pedro Rodríguez | Jean Guichet      |

### Risultati in F1
| Anno | Vettura           | Motore               | Gomme | Piloti       |  |  |  |  |  |  |  |  |     |   |  |  |  |  |  |  |  |  |  |  |  |  |  |  | Punti | Pos. |
| ---- | ----------------- | -------------------- | ----- | ------------ |  |  |  |  |  |  |  |  | --- | - |  |  |  |  |  |  |  |  |  |  |  |  |  |  | ----- | ---- |
| 1964 | 156 Aero 158 1512 | Ferrari 178 205B 207 | D     | Surtees      |  |  |  |  |  |  |  |  | 2   | 2 |  |  |  |  |  |  |  |  |  |  |  |  |  |  | -     | -    |
| 1964 | 156 Aero 158 1512 | Ferrari 178 205B 207 | D     | Bandini      |  |  |  |  |  |  |  |  | Rit | 3 |  |  |  |  |  |  |  |  |  |  |  |  |  |  | -     | -    |
| 1964 | 156 Aero 158 1512 | Ferrari 178 205B 207 | D     | P. Rodríguez |  |  |  |  |  |  |  |  |     | 6 |  |  |  |  |  |  |  |  |  |  |  |  |  |  | -     | -    |

| Anno | Vettura  | Motore           | Gomme | Piloti       |  |  |  |  |  |  |  |  |   |   |  |  |  |  |  |  |  |  |  |  |  |  |  |  | Punti | Pos. |
| ---- | -------- | ---------------- | ----- | ------------ |  |  |  |  |  |  |  |  | - | - |  |  |  |  |  |  |  |  |  |  |  |  |  |  | ----- | ---- |
| 1965 | 158 1512 | Ferrari 205B 207 | D     | P. Rodríguez |  |  |  |  |  |  |  |  | 5 | 7 |  |  |  |  |  |  |  |  |  |  |  |  |  |  | -     | -    |
| 1965 | 158 1512 | Ferrari 205B 207 | D     | Bondurant    |  |  |  |  |  |  |  |  | 9 |   |  |  |  |  |  |  |  |  |  |  |  |  |  |  | -     | -    |

| Anno | Vettura   | Motore       | Gomme | Piloti       |  |  |  |  |  |  |  |  |     |   |   |  |  |  |  |  |  |  |  |  |  |  |  |  | Punti | Pos. |
| ---- | --------- | ------------ | ----- | ------------ |  |  |  |  |  |  |  |  | --- | - | - |  |  |  |  |  |  |  |  |  |  |  |  |  | ----- | ---- |
| 1969 | 312/69 F1 | Ferrari 255C | F     | P. Rodríguez |  |  |  |  |  |  |  |  | Rit | 5 | 7 |  |  |  |  |  |  |  |  |  |  |  |  |  | -     | -    |

## Vetture di serie

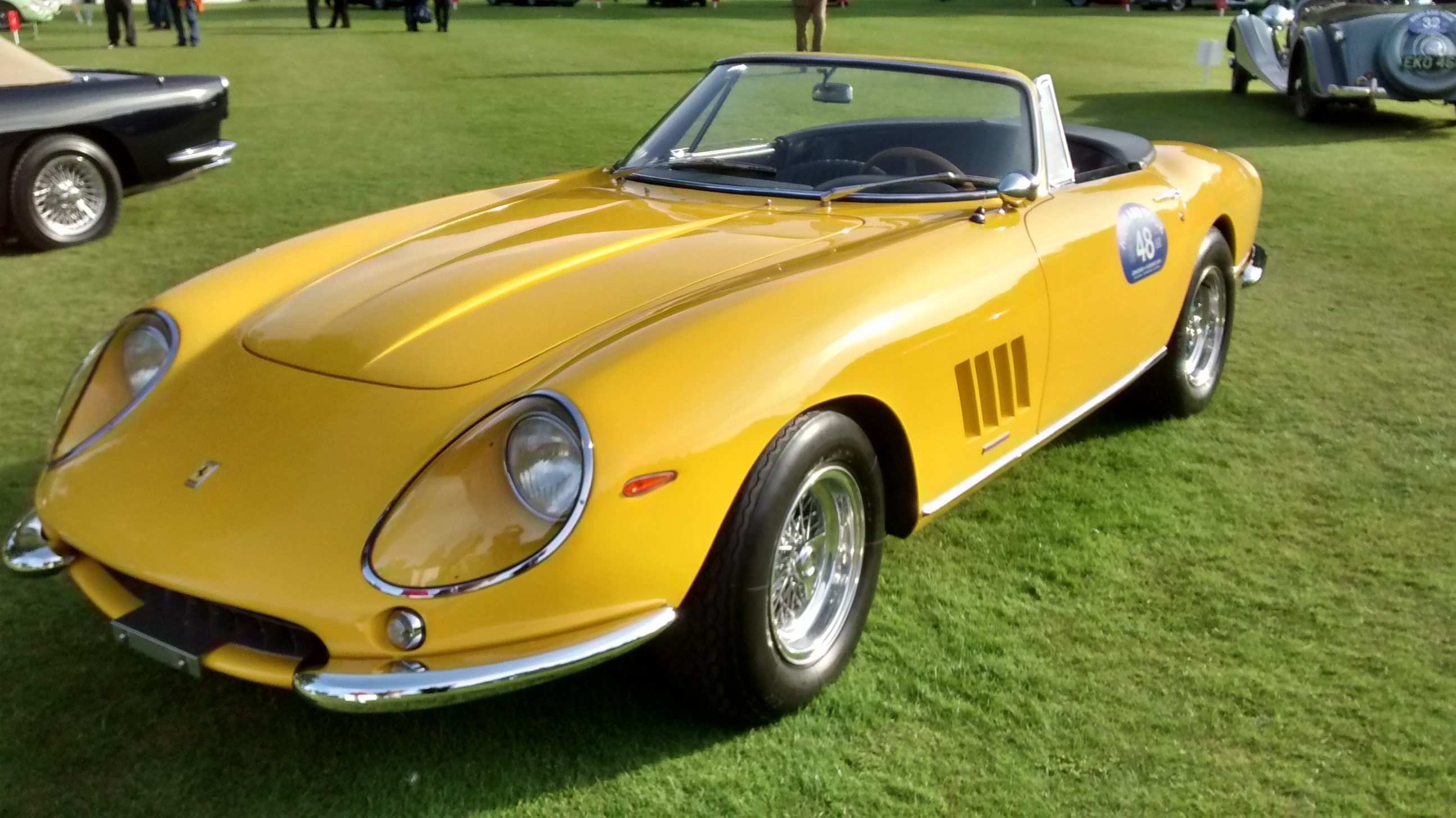
Ferrari 275 GTB/4 Nart Spider

Come accennato, Chinetti fu il pioniere dello sbarco della Ferrari nel mercato Nord Americano: l'attività agonistica della NART doveva quindi essenzialmente essere un veicolo promozionale per la vendita di vetture del "cavallino rampante" e non solo (si appoggiarono a Chinetti anche altri marchi italiani come Abarth e OSCA).

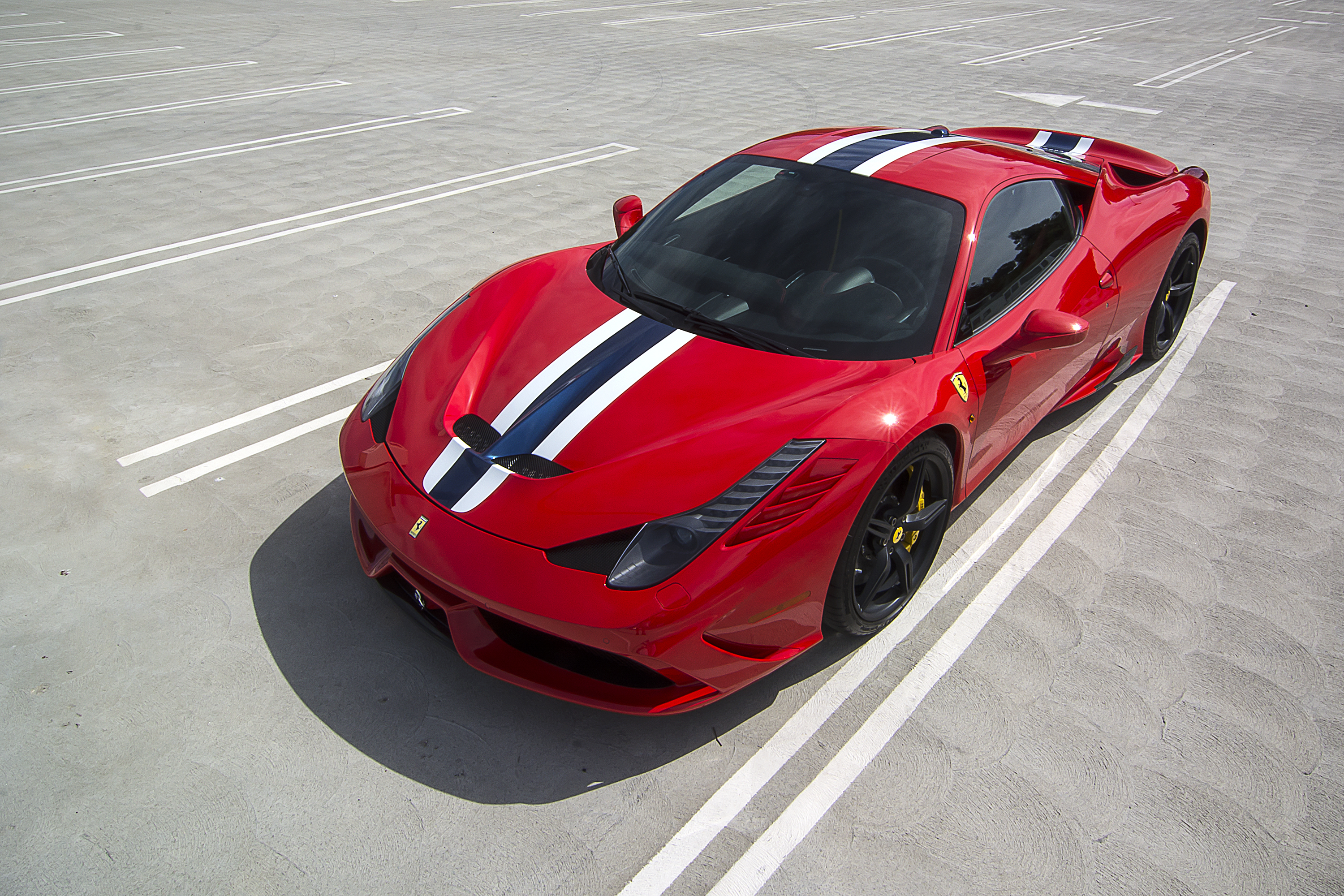
La livrea NART è stata ripresa nel 2013 dalla Ferrari per la versione rossa della 458 Speciale

Il rispetto di cui godeva Luigi Chinetti presso Enzo Ferrari fu tale che la casa di Maranello accolse un'esplicita richiesta del patron della scuderia, costruendo in esclusiva per lui la 275 GTB/4 NART Spider; questa era una versione spider, diversa dalla 275 GTS, della 275 GTB/4 realizzata semplicemente eliminando il tetto della "Berlinetta" e sostituendolo con una capote in tela. Delle 25 unità previste ne vennero prodotte solamente 10: per rispondere alla sovrabbondanza di richiesta, diversi modelli di 275 GTB/4 "Berlinetta" vennero modificati in modo da riprodurre la versione NART.
Nel 2013 la livrea NART è stata ripresa a scopo celebrativo dalla Ferrari per la versione più estrema della 458 Italia, la 458 Italia Speciale, e per la versione spider della stessa, la 458 Speciale A.